# Fußball-Weltmeisterschaft 1990/Kolumbien
Dieser Artikel behandelt die kolumbianische Fußballnationalmannschaft bei der Fußball-Weltmeisterschaft 1990.

## Qualifikation

### CONMEBOL
| Kolumbien | - | Ecuador   | 2:0 |
| Paraguay  | - | Kolumbien | 2:1 |
| Ecuador   | - | Kolumbien | 0:0 |
| Kolumbien | - | Paraguay  | 2:1 |

Aufgrund des schlechtesten Ergebnisses unter den drei Gruppensiegern musste Kolumbien in die Internationalen Play-offs.

### Internationale Playoffs
| Kolumbien | - | Israel    | 1:0 |
| Israel    | - | Kolumbien | 0:0 |

## Kolumbianisches Aufgebot
| Nr.               | Name                  | Verein vor WM-Beginn   | Geburtstag | Spiele   | Tore     | Gelbe Karte | Rote Karte |
| Torhüter          | Torhüter              | Torhüter               | Torhüter   | Torhüter | Torhüter | Torhüter    | Torhüter   |
| ----------------- | --------------------- | ---------------------- | ---------- | -------- | -------- | ----------- | ---------- |
| 1                 | René Higuita          | Atlético Nacional      | 28.08.1966 | 4        | 0        | 0           | 0          |
| 12                | Eduardo Niño          | Independiente Santa Fe | 08.08.1967 | 0        | 0        | 0           | 0          |
| Abwehrspieler     |                       |                        |            |          |          |             |            |
| 2                 | Andrés Escobar        | Young Boys Bern        | 13.03.1967 | 4        | 0        | 0           | 0          |
| 3                 | Gildardo Gómez        | Atlético Nacional      | 13.10.1963 | 4        | 0        | 0           | 0          |
| 4                 | Luis Herrera          | Atlético Nacional      | 12.06.1962 | 4        | 0        | 1           | 0          |
| 5                 | León Villa            | Atlético Nacional      | 12.01.1960 | 0        | 0        | 0           | 0          |
| 6                 | José Ricardo Pérez    | Atlético Nacional      | 24.10.1963 | 0        | 0        | 0           | 0          |
| 13                | Carlos Hoyos          | Atlético Junior        | 28.02.1962 | 0        | 0        | 0           | 0          |
| 15                | Luis Carlos Perea     | Atlético Nacional      | 29.12.1963 | 4        | 0        | 1           | 0          |
| 17                | Geovanis Cassiani     | Millonarios FC         | 10.01.1970 | 0        | 0        | 0           | 0          |
| 21                | Alexis Mendoza        | Atlético Junior        | 08.11.1961 | 0        | 0        | 0           | 0          |
| Mittelfeldspieler |                       |                        |            |          |          |             |            |
| 8                 | Gabriel Gómez         | Independiente Medellín | 08.12.1959 | 4        | 0        | 2           | 0          |
| 10                | Carlos Valderrama     | HSC Montpellier        | 02.09.1961 | 4        | 1        | 0           | 0          |
| 11                | Bernardo Redín        | Deportivo Cali         | 26.02.1963 | 3        | 2        | 0           | 0          |
| 14                | Leonel Álvarez        | Atlético Nacional      | 29.07.1965 | 4        | 0        | 1           | 0          |
| 18                | Wílmer Cabrera        | América de Cali        | 15.11.1967 | 0        | 0        | 0           | 0          |
| 19                | Freddy Rincón         | América de Cali        | 14.08.1966 | 4        | 1        | 0           | 0          |
| 20                | Luis Fajardo          | Atlético Nacional      | 18.06.1963 | 2        | 0        | 0           | 0          |
| Stürmer           |                       |                        |            |          |          |             |            |
| 7                 | Carlos Estrada        | Deportivo Cali         | 01.11.1961 | 4        | 0        | 0           | 0          |
| 9                 | Miguel Guerrero       | América de Cali        | 07.09.1967 | 0        | 0        | 0           | 0          |
| 16                | Arnoldo Iguarán       | Millonarios FC         | 18.01.1957 | 3        | 0        | 0           | 0          |
| 22                | Rubén Darío Hernández | Millonarios FC         | 19.02.1965 | 1        | 0        | 0           | 0          |
| Trainer           |                       |                        |            |          |          |             |            |
|                   | Francisco Maturana    |                        | 15.02.1949 |          |          |             |            |

## Spiele der kolumbianischen Mannschaft

### Vorrunde
| Pl. | Land           | Sp. | S | U | N | Tore    | Diff. | Punkte |
| --- | -------------- | --- | - | - | - | ------- | ----- | ------ |
| 1.  | BR Deutschland | 3   | 2 | 1 | 0 | 010:300 | +7    | 05:10  |
| 2.  | Jugoslawien    | 3   | 2 | 0 | 1 | 006:500 | +1    | 04:20  |
| 3.  | Kolumbien      | 3   | 1 | 1 | 1 | 003:200 | +1    | 03:30  |
| 4.  | V. A. Emirate  | 3   | 0 | 0 | 3 | 002:110 | −9    | 0:60   |

- VAE -  Kolumbien 0:2 (0:0)

Stadion: Stadio Renato Dall’Ara (Bologna)
Zuschauer: 30.791
Schiedsrichter: Courtney (England)
Tore: 0:1 Redín (50.), 0:2 Valderrama (85.)
- Jugoslawien -  Kolumbien 1:0 (0:0)

Stadion: Stadio Renato Dall’Ara (Bologna)
Zuschauer: 32.257
Schiedsrichter: Agnolin (Italien)
Tore: 1:0 Jozić (75.)
- Deutschland -  Kolumbien 1:1 (0:0)

Stadion: Giuseppe-Meazza-Stadion (Mailand)
Zuschauer: 72.510
Schiedsrichter: Snoddy (Nordirland)
Tore: 1:0 Littbarski (89.), 1:1 Rincón (90.)

### Achtelfinale
| 50.026 | Stadio San Paolo (Neapel) | Kamerun | Kolumbien | Lanese (Italien) | 2:1 n. V. (0:0, 0:0) | 1:0 Milla (106.) 2:0 Milla (109.) 2:1 Redín (115.) |

Roger Milla war der Matchwinner im ersten Achtelfinal-Match für Kamerun gegen Kolumbien. 90 Minuten konnten die Teams die Abwehrreihen des Gegners nicht entscheidend durchbrechen, doch dann schlug der 38-jährige Lambada-Tänzer zu. Seine beiden Tore führten zum 1:0 und 2:0 (106. und 109.) – wobei sich Kolumbiens Torhüter Higuita bei einem seiner Ausflüge außerhalb des Strafraums einen fatalen Ballverlust leistete, der das Aus für die Südamerikaner, deren Gegentor zu spät fiel, bedeutete.